# Kościelisko
Kościelisko è un comune rurale polacco del distretto di Tatra, nel voivodato della Piccola Polonia.
Ricopre una superficie di 136,37 km² e nel 2004 contava 7 995 abitanti.